# 脚骨脆
脚骨脆（学名：Casearia balansae），为大风子科脚骨脆属下的一个植物变种。